# الفبای ولوفال
ولوفال الفبای مشتق گرفته از خط عربی می‌باشد و یکی از الفباهای مورد استفاده برای نوشتن زبان ولوف، زبان بومی بخش عمده‌ای از مردمان سنگال و زبان معیار اکثریت سنگالی‌ها در کنار زبان فرانسه می باشد. این الفبا، از قرن ۱۷ به این سو، اولین الفبای زبان ولوف به شمار می‌آمد، که به گسترش بازرگانی با ممالک عرب و مسلمان شمال آفریقا، و گسترش دین اسلام، برای نوشتار زبان ولوف بکار گرفته شد.
الفبای لاتین، که با استعمار فرانسه، و گسترش مدارس سکولار-دولتی، در سنگال ترویج یافت، امروزه الفبای اصلی زبان ولوف می‌باشد. اما با عین حال، الفبای ولوفال نیز در میان مردم، مخصوصا برای تاکید بر فرهنگی اسلامی ولوف، رواج دارد. این الفبا امروزه در مدارس اسلامی تدریس می‌شود.
سابقا این الفبا استاندارد نبوده و هر نویسنده، استاد، یا مدرسه، رسم‌الخط خاص خویش را داشته است. اما در دهه‌های ۱۹۷۰ و ۱۹۸۰ میلادی، بر اهمیت استانداردسازی رسم‌الخط در سنگال تاکید شد. در همین دوران بود که الفبای لاتین ولوف نیز استانداردسازی شد. در سال ۱۹۹۰ میلادی، «ریاست ترویج زبان‌های ملی» (فرانسوی: Directíon de la Promotion des Langues Nationales‎)، که پروژه‌ای توسط وزارت آموزش سنگال بود، الفبای عربی استانداردسازی شده را معرفی کرد. این الفبای استانداردسازی شده، برای نوشتن تمامی زبان‌های ملی سنگال، منجمله ولوف،‌ پولار، سونینکه، مندیکا, سرر, دیولا, و بلنت می‌باشد.

## الفبا
در الفبای ولوف، واکه‌ها نه با حرف بلکه با حرکت‌گذاری نشان داده‌ می‌شوند، مشابه فارسی و عربی، با این تفاوت که در ولوف نوشتن تمامی حرکات، منجمله تشدید و علامت سکون، اجباری می‌باشد.
در ولوف برای نشان دادن صداهایی که در عربی نیست، حروف جدید، و برای نشان دادن واکه‌هایی که در عربی نیست، حرکات جدیدی در نظر گرفته شده است. در گذشته، هر نویسنده و معلم و مدرسه‌ای، رسم الخط خویش را داشت و به همین دلیل طرق مختلفی برای نوشتن ولوف به الفبای عربی وجود داشت. اما با استانداردسازی الفبا توسط وزارت آموزش سنگال، اتفاق نظر بر یک مجموعهٔ واحد از حروف و حرکات به وجود آمده است.

### حروف
در الفبای ولوف، ۲۳ حرف وجود دارد. این شمارش شامل حروف زبان عربی که در نوشتن واژگان ولوف کاربردی ندارند (مانند«ث، ص، ط») نمی‌باشد.
| نام      | اشکال | اشکال | اشکال | اشکال  | آوانگاری | معادل لاتین | مثال      | مثال        | نکته |
| نام      | تنها  | آغازی | میانی | پایانی | آوانگاری | معادل لاتین | ولوفال    | لاتین       | نکته |
| -------- | ----- | ----- | ----- | ------ | -------- | ----------- | --------- | ----------- | --- |
| alif اَلِف‎ | ا‎     | ا‎     | ـا‎    | ـا‎     | /a/      | - / a       | اِتَمْ‎ گَالْ‎   | itam gaal   | - حرف «الف» دو نقش را ایفا می‌کند. نقش اول، به عنوان حامل حرکت واکه در واژگانی که با واکه شروع می‌شوند، و نقش دوم به عنوان نشان دهندهٔ واکهٔ کشیدهٔ «aa».                                |
| beh بࣹهْ‎   | ب‎     | بـ‎    | ـبـ‎   | ـب‎     | [b]      | b           | بَاخْ‎       | baax        | |
| peh ݒࣹهْ‎   | ݒ‎     | ݒـ‎    | ـݒـ‎   | ـݒ‎     | [p]      | p           | ݒࣹݒّ‎        | pepp        | - حرف در الفبای عربی وجود ندارد. معادل آن در فارسی «پ» می‌باشد. - حروف معادل منسوخ شده: پ, ݑ‎ - یونی‌کد U+0752                                                                         |
| teh تࣹهْ‎   | ت‎     | تـ‎    | ـتـ‎   | ـت‎     | [t]      | t           | تَارْ‎       | taar        | |
| ceh ݖࣹهْ‎   | ݖ‎     | ݖـ‎    | ـݖـ‎   | ـݖ‎     | [c]      | c           | ݖَابِ‎       | caabi       | - حرف در الفبای عربی وجود ندارد. معادل آن در فارسی «چ» می‌باشد. - حروف معادل منسوخ شده: چ‎, جۛ‎ - یونی‌کد U+0756                                                                         |
| jeem جࣹيمْ‎ | ج‎     | جـ‎    | ـجـ‎   | ـج‎     | [dʒ]     | j           | جَايْ‎       | jaay        | |
| xah خَهْ‎   | خ‎     | خـ‎    | ـخـ‎   | ـخ‎     | [x]      | x           | خَمْ‎        | xam         | |
| dal دَلْ‎   | د‎     | د‎     | ـد‎    | ـد‎     | [d]      | d           | دَانُ‎       | daanu       | |
| reh رࣹهْ‎   | ر‎     | ر‎     | ـر‎    | ـر‎     | [r]      | r           | رَاس‎       | raas        | |
| seen سࣹينْ‎ | س‎     | سـ‎    | ـسـ‎   | ـس‎     | [s]      | s           | سَنتْ‎       | sant        | |
| ayn عَيْنْ‎  | ع‎     | عـ‎    | ـعـ‎   | ـع‎     | -        | -           | اِسْرَعࣹلْ‎ دࣴعࣴلْ‎ | Israel dëel | ‌ - برای نوشتن واکه‌های پشت سر هم و یا هجاهایی که با واکه شروع می‌شود، در میان واژه، کاربرد دارد. - برای نوشتن واکهٔ کشیدهٔ «ëe» استفاده می‌شود، و در این حالت، با حرکت « ◌ࣴ‎» نوشته می‌شود. |
| ŋoon ݝࣷونْ‎ | ݝ‎     | ݝـ‎    | ـݝـ‎   | ـݝ‎     | [ŋ]      | ŋ           | ݝَامْ‎       | ŋaam        | - حرف در الفبای عربی وجود ندارد. معادل آن در فارسی «نگ» می‌باشد. - حروف معادل منسوخ شده: ݤ‎,ڭ‎ - یونی‌کد U+075D                                                                         |
| feh فࣹهْ‎   | ف‎     | فـ‎    | ـفـ‎   | ـف‎     | [ɸ]      | f           | فَارْ‎       | faar        | |
| qaf قَفْ‎   | ق‎     | قـ‎    | ـقـ‎   | ـق‎     | [q]      | q           | نَقَرْ‎       | naqar       | |
| kaf کَفْ‎   | ک‎     | کـ‎    | ـکـ‎   | ـک‎     | [k]      | k           | کَانِ‎       | kaani       | |
| geh گࣹهْ‎   | گ‎     | گـ‎    | ـگـ‎   | ـگ‎     | [g]      | g           | گَالْ‎       | gaal        | - حرف در الفبای عربی وجود ندارد. معادل آن در فارسی «گ» می‌باشد. - حروف معادل منسوخ شده: ڭ‎                                                                                            |
| lam لَمْ‎   | ل‎     | لـ‎    | ـلـ‎   | ـل‎     | [l]      | l           | لَجّ‎        | lajj        | |
| meem مࣹيمْ‎ | م‎     | مـ‎    | ـمـ‎   | ـم‎     | [m]      | m           | مَامْ‎ مبَارْ‎  | maam mbaar  | - دو کاربرد دارد. یا به عنوان هم‌خوان مستقل، یا به عنوان حرف اول دونگاره‌ی هم‌خوان‌های پیش دماغی (مثل «مبـ»)                                                                            |
| noon نࣷونْ‎ | ن‎     | نـ‎    | ـنـ‎   | ـن‎     | [n]      | n           | نَانْ‎ نجࣷولْ‎  | naan njool  | - دو کاربرد دارد. یا به عنوان هم‌خوان مستقل، یا به عنوان حرف اول دونگاره‌ی هم‌خوان‌های پیش دماغی (مثل «نجـ»)                                                                            |
| noon ݧࣷونْ‎ | ݧ‎     | ݧـ‎    | ـݧـ‎   | ـݧ‎     | [ɲ]      | ñ           | ݧَانْ‎       | ñaan        | - حرف در الفبای عربی وجود ندارد. معادل آن در فارسی «نگ» می‌باشد. - حروف معادل منسوخ شده: چ‎, جۛ‎ - یونی‌کد U+0767                                                                        |
| waw وَوْ‎   | و‎     | و‎     | ـو‎    | ـو‎     | [w]      | w           | وَاوْ‎ بُورْ‎   | waaw buur   | - حرف «و» دو نقش را ایفا می‌کند. نقش اول به عنوان همخوان با صدای [w] می‌باشد. نقش دوم در نشان دادن واکه‌های کشیدهٔ «oo»، یا «óó»، و یا «uu» می‌باشد.                                     |
| heh هࣹهْ‎   | ه‎     | هـ‎    | ـهـ‎   | ـه‎     | [h]      | h           | اَهَکَايْ‎     | ahakaay     | |
| yeh يࣹهْ‎   | ي‎     | يـ‎    | ـيـ‎   | ـي‎     | [j]      | y           | يَايْ‎ نجِيتْ‎  | yaay njiit  | - حرف «ي» دو نقش را ایفا می‌کند. نقش اول به عنوان همخوان با صدای [j] می‌باشد. نقش دوم در نشان دادن واکه‌های کشیدهٔ «ee»، یا «éé»، و یا «ii» می‌باشد.                                     |

### واکه‌ها
ولوفال مانند عربی و فارسی، الفبای از نوع به اصطلاح «ابجد» می‌باشد، به این معنی که حروف فقط نشان‌دهندهٔ هم‌خوان‌ها هستند. واکه‌ها با حرکت رو یا زیر حروف نشان داده می‌شوند. در ولوفال نوشتن تمامی حرکات منجمله حرکت سکون «◌ْ» و تشدید «◌ّ» اجباری می‌باشد.
در زبان عربی سه صدای واکه‌ای وجود دارد و به همین دلیل، سه حرکت واکه نیز وجود دارد. (در عربی «ا»، «و»، و «ي» نشان‌دهندهٔ کشیده‌دار بودن واکه‌های سه‌گانه می‌باشد.) اما در ولوف، ۹ صدای واکه‌ای و به همین دلیل، ۶ حرکت واکه‌ای نوین علاوه بر سه حرکت گرفته شده از عربی وجود دارد.
| واکه | آوانگاری | معادل لاتین | نمونه  | نمونه | نکته |
| واکه | آوانگاری | معادل لاتین | ولوفال | لاتین | نکته |
| ---- | -------- | ----------- | ------ | ----- | --- |
| ◌َ‎    | [a]      | a           | مَگْ‎     | mag   | |
| ◌ࣵ‎    | [a]      | à           | مࣵگّ‎     | màgg  | - این حرکت در عربی وجود ندارد. - تنها پیش از هم‌خوان‌های پیش‌دماغی یا هم‌خوان‌های با تشدید. - حرکت معادل منسوخ شده: ◌َ‎ |
| ◌ࣴ‎    | [ə]      | ë           | بࣴتْ‎     | bët   | |
| ◌ࣹ‎    | [ɛ]      | e           | کࣹݒّ‎     | kepp  | - این حرکت در عربی وجود ندارد. - حرکت معادل منسوخ شده: ◌ٜ‎                                                         |
| ◌ࣺ‎    | [e]      | é           | کࣺݒّ‎     | képp  | - این حرکت در عربی وجود ندارد. - حرکت معادل منسوخ شده: ◌ٜ‎                                                         |
| ◌ِ‎    | [i]      | i           | اِتَمْ‎    | itam  | |
| ◌ࣷ‎    | [ɔ]      | o           | سࣷقْ‎     | soq   | - این حرکت در عربی وجود ندارد. - حرکت معادل منسوخ شده: ◌ٝ‎                                                         |
| ◌ࣸ‎    | [o]      | ó           | نࣸبْ‎     | nób   | - این حرکت در عربی وجود ندارد. - حرکت معادل منسوخ شده: ◌ُ‎                                                         |
| ◌ُ‎    | [u]      | u           | دُگُبْ‎    | dugub | |

واکه‌ها در صورتی که در ابتدای واژه باشند، با «الف» نوشته می‌شوند.
| A | À | Ë | E | É | I | O | Ó | U |
| - | - | - | - | - | - | - | - | - |
| اَ‎ | اࣵ‎ | اࣴ‎ | اࣹ‎ | اࣺ‎ | اِ‎ | اࣷ‎ | اࣸ‎ | اُ‎ |

در ولوف، واکه‌ها می‌توانند کوتاه باشند یا کشیده. واکه‌های کوتاه تنها با حرکت‌گذاری نشان داده می‌شوند. اما واکه‌های کشیده، مانند عربی با «الف»،‌‌ «و»، یا «ي» نشان داده می‌شوند. اما بر خلاف عربی، به دلیل این‌که در ولوف ۹ واکه وجود دارد، حرکت‌گذاری پیش از یکی از این سه حرف، هنوز اجباری می‌باشد. همین‌طور، در مواردی که حروف «و» و «ي» برای نشان دادن واکهٔ کشیده به کار می‌روند، بر روی آن‌ها هیچ حرکتی گذاشته نمی‌شود. همین مورد است که واکهٔ کشیده را از واکهٔ کوتاه و هم‌خوان‌های [w] یا [j] متمیز می‌کند. 
- برای واکهٔ [a]، از «الف» برای نشان دادن واکه‌ٔ کشیدهٔ [aa] استفاده می‌شود.
- برای واکه‌های [e]، [é]، و [i]، از «ي» برای نشان دادن واکه‌های کشیدهٔ [ee]، [ée]، و [ii] استفاده می‌شود.
- برای واکه‌های [o]، [ó]، و [u]، از «و» برای نشان دادن واکه‌های کشیدهٔ [oo]، [óo]، و [uu] استفاده می‌شود.
- واکهٔ [ë] استثناء است، به این معنی که واکهٔ کشیدهٔ [ëe] با حرف «عین» و با حرکت [ë] هم بر روی هم‌خوان هم بر روی «عین»

(عࣴـ) نوشته می‌شود.
| واکه     | معادل لاتین | نمونه  | نمونه |
| واکه     | معادل لاتین | ولوفال | لاتین |
| -------- | ----------- | ------ | ----- |
| ◌َا‎       | aa          | بَاتْ‎    | baat  |
| ◌ࣴعࣴـ / ◌ࣴعࣴ‎ | ëe          | دࣴعࣴلْ‎‎    | dëel  |
| ◌ࣹيـ / ◌ࣹي‎ | ee          | لࣹينْ‎    | leen  |
| ◌ࣺيـ / ◌ࣺي‎ | ée          | لࣺينْ‎    | léen  |
| ◌ِيـ / ◌ِي‎ | ii          | نجِيتْ‎   | njiit |
| ◌ࣷو‎       | oo          | وࣷورْ‎    | woor  |
| ◌ࣸو‎       | óo          | وࣸورْ‎    | wóor  |
| ◌ُو‎       | uu          | بُورْ‎    | buur  |

همین اصول برای واژه‌هایی که با واکهٔ کشیده شروع می‌شوند نیز صدق می‌کنند. واکه‌های کشیده در ابتدای واژه با الف به عنوان حامل حرکت شروع می‌شوند، و پس از «الف»، بسته به نوع واکه، یا «و» و یا «ي» می‌آیند. تنها استثناء واژگانیست که با [Aa] شروع می‌شوند. در این صورت، از «آ» استفاده می‌شود. نوشتن آن به صورت «اَا» غلط است.
| Aa | Ëe       | Ee       | Ée       | Ii       | Oo | Óo | Uu |
| -- | -------- | -------- | -------- | -------- | -- | -- | -- |
| آ‎  | اࣴعࣴـ / اࣴعࣴ‎ | اࣹيـ / اࣹي‎ | اࣺيـ / اࣺي‎ | اِيـ / اِي‎ | اࣷو‎ | اࣸو‎ | اُو‎ |

### حرکت‌گذاری همخوان‌ها
در ولوف، علاوه بر حرکت واکه‌ها، دو حرکت سکون «◌ْ» و تشدید «◌ّ» نیز وجود دارد. این دو علامت نمی‌توانند هم‌زمان روی یک هم‌خوان قرار بگیرند. همین‌طور، سکون نمی‌تواند همزمان با حرکت واکه‌ای روی هم‌خوان قرار بگیرد. اما تشدید، هم می‌تواند با حرکت واکه‌ای و هم به‌طور مستقل روی حرف قرار گیرد. در ولوف، حروف تنها در پایان واژه و یا پیش از پیشوند می‌توانند مشدد شوند.
در ولوف، نوشتن حرکت، شامل حرکت واکه‌ای، سکون، یا تشدید، بر تمامی حروف اجباریست، بجز در دو مورد:
1. وقتی که هم‌خوان پیش‌دماغی می‌باشد، و به صورت دونگاره از ترکیب «م» یا «ن» و هم‌خوانی دیگر نوشته می‌شود. در این صورت، حرف «م» یا «ن» بدون هیچ حرکتی نوشته می‌شود.
2. حروف «ا»، «و»، و «ي» وقتی که نشان‌دهندهٔ واکه‌های کشیده می‌باشند، بدون حرکت نوشته می‌شوند.

در ولوف، حروف مشدد، نه دوبار، بلکه یک‌بار و به صورت کشیده تلفظ می‌شوند. به این دلیل است که بر خلاف عربی و فارسی، مشدد شدن حرف بدون واکه نیز در ولوف امکان‌پذیر است. این پدیده بیشتر در پایان واژه اتفاق می‌افتد. جا دارد یادآور شد که نوشتن سکون یا تشدید بر روی حرف آخر واژه ضروری می‌باشد، چرا که  تلفظ اشتباه حرف آخر می‌تواند منجر به تغییر کامل معنی واژه شود. جدول زیر چند نمونه جفت واژه و معانی آنها را نشان می‌دهد.
| ولوفال | لاتین | معنی                 | ولوفال | لاتین | معنی           |
| ------ | ----- | -------------------- | ------ | ----- | -------------- |
| بࣴتْ‎     | bët   | چشم                  | بࣴتّ‎     | bëtt  | پیدا کردن      |
| بࣷیْ‎     | boy   | آتش گرفتن            | بࣷیّ‎     | boyy  | درخشان بودن    |
| دَگْ‎     | dag   | خادم سلطنتی          | دَگّ‎     | dagg  | بریدن          |
| دࣴجْ‎     | dëj   | مراسم خاکسپاری       | دࣴجّ‎     | dëjj  | کُس (واژهٔ رکیک) |
| فࣹنْ‎     | fen   | دروغ گفتن            | فࣹنّ‎     | fenn  | جایی، هیچ‌جا    |
| گَلْ‎     | gal   | طلای سفید            | گَلّ‎     | gall  | بالا آوردن     |
| ݝࣷنْ‎     | goŋ   | عنتر                 | ݝࣷنّ‎     | goŋŋ  | نوعی تخت       |
| گࣴمْ‎     | gëm   | باور کردن            | گࣴمّ‎     | gëmm  | بستن چشم خویش  |
| جَوْ‎     | Jaw   | یک نام خانوادگی رایج | جَوّ‎     | jaww  | بهشت           |
| نࣴبْ‎     | nëb   | فاسد شده             | نࣴبّ‎     | nëbb  | قایم کردن      |
| وࣷݧْ‎     | woñ   | ریسمان               | وࣷݧّ‎     | woññ  | شماردن         |

### همخوان‌های پیش‌دماغی
در الفبای ولوفال همخوان‌های پیش‌دماغی به صورت دونگاره نوشته می‌شوند. سابقا به‌جای دونگاره، استفاده از تک حرف‌هایی برای نوشتن همخوان‌های پیش‌دماغی نیز در میان نویسندگان رایج بود، که با استاندارد سازی ولوفال منسوخ شده‌اند. حرف اول دونگاره «م» یا «ن» در ترکیب با حرف همخوان دیگری می‌باشد. حرف «م» در ترکیب با حروف «ب» و «ݒ»‌ (معادل فارسی «پ»)، و حرف «ن» در ترکیب با حروف هم‌خوان «ت»،‌ «ݖ» (معادل فارسی «چ»)، «د»، «ج»، «ق»،‌«ک»، و «گ» می‌آیند. بعضی از این دونگاره‌ها مثل «مݒ»، «نݖ»، و «نق» در اول واژه نمی‌آیند.
حرف اول دونگاره‌های پیش‌دماغی، یعنی «م» و «ن» از جمله شرایط خاص می‌باشند که روی آن‌ها نباید حرکتی، حتی علامت سکون «◌ْ» گذاشته شود. حرف دوم دونگاره‌های پیش‌دماغی در ولوف هیچ وقت علامت سکون «◌ْ» نمی‌پذیرند. اگر این دو‌نگاره‌ها در آخر واژه و بدون صدای واکه ‌باشند، با علامت تشدید «◌ّ» نوشته می‌‌شوند.
برخی نویسندگان ولوف زبان، دونگاره‌های پیش‌دماغی را به عنوان حرف مستقل الفبا می‌شمارند.
| اشکال | اشکال | اشکال | اشکال  | آوانگاری | معادل لاتین | نمونه  | نمونه | نکات                                                                                          |
| تنها  | آغازی | میانی | پایانی | آوانگاری | معادل لاتین | ولوفال | لاتین | نکات                                                                                          |
| ----- | ----- | ----- | ------ | -------- | ----------- | ------ | ----- | --------------------------------------------------------------------------------------------- |
| مب‎    | مبـ‎   | ـمبـ‎  | ـمبّ‎    | [ᵐb]     | mb          | مبَارْ‎   | mbaar | - Obsolete Alternative: ݑ‎                                                                     |
| مݒ‎    | -     | ـمݒـ‎  | ـمݒّ‎    | [ᵐp]     | mp          | سَمݒّ‎    | samp  | - در اول واژه نمی‌آید.                                                                         |
| نݖ‎    | -     | ـنݖـ‎  | ـنݖّ‎    | [ⁿc]     | nc          | سَنݖّ‎    | sanc  | - در اول واژه نمی‌آید.                                                                         |
| ند‎    | ند‎    | ـند‎   | ـندّ‎    | [ⁿd]     | nd          | ندَوْ‎    | ndaw  | - حرف معادل منسوخ شده: ڎ‎                                                                      |
| نج‎    | نجـ‎   | ـنجـ‎  | ـنجّ‎    | [ᶮɟ]     | nj          | نجࣷولْ‎   | njool | - حرف معادل منسوخ شده: چ‎                                                                      |
| نق‎    | -     | ـنقـ‎  | ـنقّ‎    | [ⁿq]     | nq          | جَنقّ‎    | janq  | - در اول واژه نمی‌آید.                                                                         |
| نک‎    | نکـ‎   | ـنکـ‎  | ـنکّ‎    | [ɴk]     | nk          | دࣺنکّ‎    | dénk  |                                                                                               |
| نگ‎    | نگـ‎   | ـنگـ‎  | ـنگّ‎    | [ᵑɡ]     | ng          | نگَ‎     | nga   | - حرف معادل منسوخ شده: ݣ‎ - توجه شود که با حرف ݝ‎، که معادل فارسی آن نیز «نگ» می‌باشد، فرق دارد. |

## نمونه متن
ماده ۱ اعلامیه جهانی حقوق بشر
| ترجمه | لاتین | ولوفال |
| --- | --- | --- |
| همه آدمیان آزاد زاده می‌شود و در حقوق و شأن یکسان هستند. خردمندی و وجدان به آن‌ها ارزانی شده و بایسته‌است تا با یکدیگر عادلانه و برادرانه رفتار کنند. | Doomi aadama yépp danuy juddu, yam ci tawfeex ci sag ak sañ-sañ. Nekk na it ku xam dëgg te ànd na ak xelam, te war naa jëflante ak nawleen, te teg ko ci wàllu mbokk. | دࣷومِ آدَمَ يࣺݒّ دَنُيْ جُدُّ، يَمْ ݖِ تَوفࣹيخْ ݖِ سَگْ اَکْ سَݧْ-سَݧْ. نࣹکّ نَ اِتْ کُ خَمْ دࣴگّ تࣹ اࣵ‎ندْ نَ خࣹلَمْ، تࣹ وَرْ نَا جࣴفْلَنْتࣹ اَکْ نَوْلࣹينْ، تࣹ تࣹگْ کࣷ ݖِ وࣵلُّ مبࣷکّ.‎ |